# Банный переулок (Москва)
Ба́нный переу́лок — улица в центре Москвы в Мещанском районе Центрального административного округа между проспектом Мира и Большой Переяславской улицей.

## История
Название было дано в XIX веке по построенным здесь баням. Прежнее название — Малышевский переулок — по фамилии домовладельца.

## Расположение
Банный переулок начинается на правой стороне проспекта Мира напротив Больничного переулка и проходит на восток, налево от него отходят Переяславский и Глинистый переулки. Оканчивается на Большой Переяславской улице.

## Примечательные здания и сооружения
По нечётной стороне:
- № 3 — Центральный исполнительный комитет ВПП «Единая Россия»
- № 7, корп. 2 — жилой дом. Здесь в 1992—2000 годах жила актриса Алла Ларионова[1].

По чётной стороне:
- № 4 — жилой дом. Здесь в 1965—1994 годах жил актёр Роман Ткачук[2].
- № 8 — центр досуга детей и подростков «Содружество».

## Транспорт
- По переулку проходят автобусный маршрут № с585 Огородный проезд — Капельский переулок) и электробусный маршрут № 604  Ростокино —  Семёновская) по направлению от Большой Переяславской улицы к проспекту Мира. В обратную сторону маршруты проходят по параллельному Орлово-Давыдовскому переулку.
- Станции метро  Проспект Мира,  Проспект Мира,  Рижская,  Рижская находятся на приблизительно равном расстоянии около 0,6-0,7 км от начала переулка.
- Железнодорожный транспорт: Рижский вокзал и железнодорожные платформы «Рижская» МЦД-2 и «Рижская» Октябрьской железной дороги.